# Nikołaj Akirtawa
Nikołaj Nikołajewicz Akirtawa (ros. Николай Николаевич Акиртава; ur. 1894, zm. 1937) – radziecki działacz państwowy i partyjny.

## Życiorys
W 1914 wstąpił do SDPRR(b), od 1921 do lutego 1922 był członkiem Komitetu Wojskowo-Rewolucyjnego Abchazji, a 1922-1923 sekretarzem odpowiedzialnym Abchaskiego Komitetu Obwodowego Komunistycznej Partii (bolszewików) Gruzji. W 1925 został zastępcą przewodniczącego Rady Komisarzy Ludowych Abchaskiej ASRR, potem ludowym komisarzem sprawiedliwości Abchaskiej ASRR, od kwietnia do grudnia 1926 był sekretarzem odpowiedzialnym Adżarskiego Komitetu Obwodowego KP(b)G, potem zastępcą ludowego komisarza inspekcji robotniczo-chłopskiej Gruzińskiej SRR. W 1927 został wykluczony z WKP(b), później zesłany do Kokand, 1934 wrócił z zesłania, we wrześniu 1935 ponownie aresztowany, 1937 zwolniony. W 1937, w okresie wielkiego terroru został aresztowany, skazany na śmierć i rozstrzelany. W 1954 pośmiertnie zrehabilitowany.